# (18596) Superbus
(18596) Superbus (1998 BA4) – planetoida z pasa głównego asteroid okrążająca Słońce w ciągu 3,66 lat w średniej odległości 2,37 j.a. Odkryta 21 stycznia 1998 roku.